# Netrostoma coerulescens
Netrostoma coerulescens är en manetart som beskrevs av Maas 1903. Netrostoma coerulescens ingår i släktet Netrostoma och familjen Cepheidae. Inga underarter finns listade i Catalogue of Life.